# NGC 1528
NGC 1528 (również OCL 397) – gromada otwarta znajdująca się w gwiazdozbiorze Perseusza. Odkrył ją William Herschel 28 grudnia 1790 roku. Jest położona w odległości ok. 3,6 tys. lat świetlnych od Słońca.